# Coppa del Mondo di salti
La Coppa del Mondo di salti è un trofeo assegnato annualmente dalla Federazione Internazionale Sci (FIS), a partire dalla stagione 1979/1980, al freestyler ed alla freestyler che hanno ottenuto il punteggio complessivo più alto nelle gare di salti del circuito della Coppa del Mondo di freestyle.

## Albo d'oro
| Stagione  | Uomini               | Uomini      | Donne                     | Donne       |
| Stagione  | Vincitore            | Nazionale   | Vincitrice                | Nazionale   |
| --------- | -------------------- | ----------- | ------------------------- | ----------- |
| 1979/1980 | John Eaves           | Canada      | Lauralee Bowe             | Canada      |
| 1980/1981 | Jean Corriveau       | Canada      | Marie-Claude Asselin      | Canada      |
| 1981/1982 | Craig Clow           | Canada      | Marie-Claude Asselin      | Canada      |
| 1982/1983 | Sandro Wirth         | Svizzera    | Marie-Claude Asselin (3)  | Canada      |
| 1983/1984 | Yves Laroche         | Canada      | Eveline Wirth             | Svizzera    |
| 1984/1985 | Lloyd Langlois       | Canada      | Meredith Anne Gardner     | Canada      |
| 1985/1986 | Yves Laroche (2)     | Canada      | Anna Fraser               | Canada      |
| 1986/1987 | Jean-Marc Rozon      | Canada      | Sonja Reichart            | Germania    |
| 1987/1988 | Jean-Marc Rozon (2)  | Canada      | Meredith Anne Gardner (2) | Canada      |
| 1988/1989 | Tor Skeie            | Norvegia    | Catherine Lombard         | Francia     |
| 1989/1990 | Jean-Marc Bacquin    | Francia     | Sonja Reichart (2)        | Germania    |
| 1990/1991 | Philippe Laroche     | Canada      | Elfie Simchen             | Germania    |
| 1991/1992 | Philippe Laroche     | Canada      | Kirstie Marshall          | Australia   |
| 1992/1993 | Lloyd Langlois (2)   | Canada      | Lina Čerjazova            | Uzbekistan  |
| 1993/1994 | Philippe Laroche (3) | Canada      | Lina Čerjazova (2)        | Uzbekistan  |
| 1994/1995 | Trace Worthington    | Stati Uniti | Nikki Stone               | Stati Uniti |
| 1995/1996 | Sébastien Foucras    | Francia     | Colette Brand             | Svizzera    |
| 1996/1997 | Nicolas Fontaine     | Canada      | Veronica Brenner          | Svizzera    |
| 1997/1998 | Nicolas Fontaine     | Canada      | Nikki Stone (2)           | Stati Uniti |
| 1998/1999 | Nicolas Fontaine     | Canada      | Jacqui Cooper             | Australia   |
| 1999/2000 | Nicolas Fontaine (4) | Canada      | Jacqui Cooper             | Australia   |
| 2000/2001 | Eric Bergoust        | Canada      | Jacqui Cooper             | Australia   |
| 2001/2002 | Eric Bergoust (2)    | Canada      | Ala Cuper                 | Bielorussia |
| 2002/2003 | Dmitrij Archipov     | Russia      | Alisa Camplin             | Australia   |
| 2003/2004 | Steve Omischl        | Canada      | Alisa Camplin (2)         | Australia   |
| 2004/2005 | Jeret Peterson       | Stati Uniti | Li Nina                   | Cina        |
| 2005/2006 | Dzmitryj Daščynski   | Bielorussia | Evelyne Leu               | Svizzera    |
| 2006/2007 | Steve Omischl        | Canada      | Jacqui Cooper             | Australia   |
| 2007/2008 | Steve Omischl        | Canada      | Jacqui Cooper (5)         | Australia   |
| 2008/2009 | Steve Omischl (4)    | Canada      | Lydia Lassila             | Australia   |
| 2009/2010 | Anton Kušnir         | Bielorussia | Li Nina                   | Cina        |
| 2010/2011 | Qi Guangpu           | Cina        | Cheng Shuang              | Cina        |
| 2011/2012 | Olivier Rochon       | Canada      | Xu Mengtao                | Cina        |
| 2012/2013 | Jia Zongyang         | Cina        | Xu Mengtao                | Cina        |
| 2013/2014 | Liu Zhongqing        | Cina        | Li Nina (3)               | Cina        |
| 2014/2015 | Mac Bohonnon         | Stati Uniti | Kiley McKinnon            | Stati Uniti |
| 2015/2016 | Oleksandr Abramenko  | Ucraina     | Ashley Caldwell           | Stati Uniti |
| 2016/2017 | Qi Guangpu           | Cina        | Xu Mengtao                | Cina        |
| 2017/2018 | Maksim Burov         | Russia      | Xu Mengtao                | Cina        |
| 2018/2019 | Wang Xindi           | Cina        | Xu Mengtao                | Cina        |
| 2019/2020 | Noé Roth             | Svizzera    | Laura Peel                | Australia   |
| 2020/2021 | Maksim Burov         | Russia      | Laura Peel                | Australia   |
| 2021/2022 | Maksim Burov (3)     | Russia      | Xu Mengtao (6)            | Cina        |
| 2022/2023 | Noé Roth (2)         | Svizzera    | Danielle Scott            | Australia   |
| 2023/2024 | Qi Guangpu           | Cina        | Danielle Scott (2)        | Australia   |
| 2024/2025 | Qi Guangpu (4)       | Cina        | Laura Peel (3)            | Australia   |